# РПГ-28
РПГ-28 «Клюква» (индекс ГРАУ — 7П47) — российский ручной противотанковый гранатомёт (реактивная противотанковая граната), разработанный «НПО „Базальт“».

## История создания
Впервые широкой публике гранатомёт РПГ-28 был представлен в 2007 году. В 2011 официально принят на вооружение Российской армии.
Новый гранатомёт разрабатывался как противотанковое средство для борьбы с современными и перспективными танками, имеющими новую динамическую и композитную броню. Также РПГ-28 может использоваться для поражения живой силы, находящейся в зданиях и фортификационных сооружениях.

## Описание
Пусковое устройство одноразового использования, представляет собой трубу из стеклопластика калибром 125 мм и длиной 1200 мм. С торцов пусковое устройство закрыто разрушаемыми при выстреле резиновыми крышками. Прицельное приспособление состоит из откидной мушки с прицельными марками и диоптрического прицела с возможностью ввода температурных поправок. Прицельная дальность составляет 300 метров.
Масса оружия составляет 13 кг, масса боеприпаса — около 8,5 кг. В РПГ-28 используется тандемный кумулятивный боеприпас, который представляет собой реактивный снаряд с тандемной кумулятивной бронебойной боевой частью и обеспечивает пробитие брони толщиной свыше 900 мм за динамической защитой. В полёте граната стабилизируется с помощью складных стабилизаторов.
Эффективная дальность стрельбы составляет 180 м: на испытаниях в 2016 году граната пробила гомогенную броню толщиной 900 мм.